# Chermoula

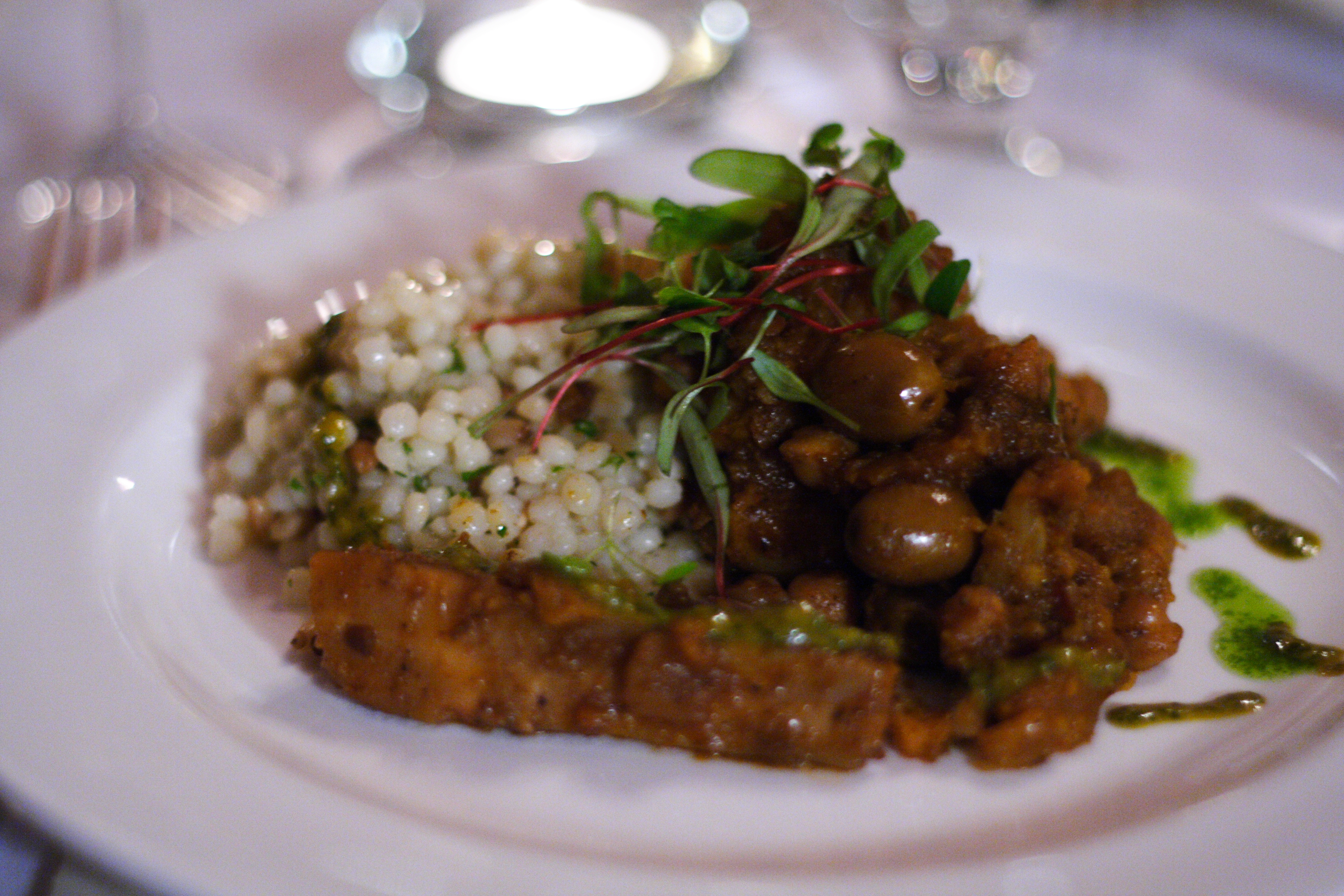
Tajinegerecht met chermoula

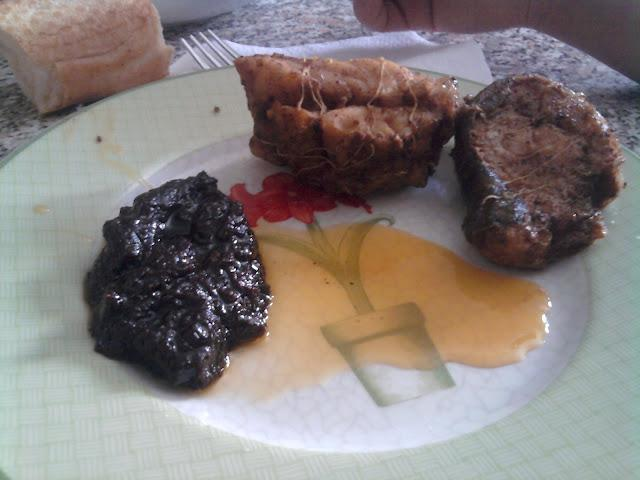
Charmoula sfaxienne met gezouten vis

Chermoula (Arabisch: شرمولة) of charmoula is een marinade en relish uit de Algerijnse, Libische, Marokkaanse en Tunesische keuken. Het wordt traditioneel gebruikt voor het kruiden van vis of zeevruchten, maar kan ook worden toegepast bij vlees- en groentegerechten.

## Ingrediënten
Veelvoorkomende bestanddelen van chermoula zijn knoflook, komijn, koriander, olie, citroensap en zout. Regionale variaties kunnen ook ingelegde citroen, ui, chilipeper, zwarte peper, saffraan en andere kruiden bevatten.

## Varianten
Recepten voor chermoula verschillen aanzienlijk per gebied. In het Tunesische Sfax wordt tijdens het Suikerfeest chermoula bereid met gezouten vis. Deze regionale variant (Charmoula sfaxienne) wordt samengesteld uit puree van gedroogde donkere rozijnen gemengd met uien, gekookt in olijfolie en kruiden zoals kruidnagel, komijn, chili, zwarte peper en kaneel.
Een Marokkaanse versie van chermoula bestaat uit gedroogde peterselie, komijn, paprika, zout en peper.